# Bahnstrecke Plešivec–Slavošovce
| Kursbuchstrecke (ZSSK): | 166                  |                                          |                                          |
| Streckenlänge: | 23,808 km            |                                          |                                          |
| Spurweite: | 1435 mm (Normalspur) |                                          |                                          |
| Maximale Neigung: | 25 ‰                 |                                          |                                          |
| Streckengeschwindigkeit: | 60 km/h              |                                          |                                          |
| |                      |                                          |                                          |
| \| \| \| von Dobšiná \| \| \| \| 0,000 \| Plešivec \| Plešivec \| \| \| \| nach Bánréve \| \| \| \| \| nach Muráň \| \| \| \| 5,238 \| Pašková \| Pašková \| \| \| 7,059 \| Kunova Teplica \| Kunova Teplica \| \| \| \| Staatsgrenze Ungarn–Slowakei (1938–1944) \| \| \| \| 13,130 \| Štítnik mesto \| Štítnik mesto \| \| \| \| von Nižná Slaná (nicht fertiggestellt) \| \| \| \| 14,068 \| Štítnik \| Štítnik \| \| \| 15,538 \| Roštár \| Roštár \| \| \| 17,416 \| Ochtiná \| Ochtiná \| \| \| 20,638 \| Rochovce \| Rochovce \| \| \| 22,279 \| Slavošovce obec \| Slavošovce obec \| \| \| 23,808 \| Slavošovce \| Slavošovce \| \| \| \| nach Revúca (nicht fertiggestellt) \| \| |                      |                                          |                                          |
| Strecke |                      | von Dobšiná                              | von Dobšiná                              |
| Bahnhof | 0,000                | Plešivec                                 | Plešivec                                 |
| Abzweig geradeaus und nach links |                      | nach Bánréve                             | nach Bánréve                             |
| Abzweig geradeaus und nach links |                      | nach Muráň                               | nach Muráň                               |
| Haltepunkt / Haltestelle | 5,238                | Pašková                                  | Pašková                                  |
| Bahnhof | 7,059                | Kunova Teplica                           | Kunova Teplica                           |
| Grenze |                      | Staatsgrenze Ungarn–Slowakei (1938–1944) | Staatsgrenze Ungarn–Slowakei (1938–1944) |
| Haltepunkt / Haltestelle | 13,130               | Štítnik mesto                            | Štítnik mesto                            |
| Abzweig geradeaus und ehemals von rechts |                      | von Nižná Slaná (nicht fertiggestellt)   | von Nižná Slaná (nicht fertiggestellt)   |
| Bahnhof | 14,068               | Štítnik                                  | Štítnik                                  |
| Haltepunkt / Haltestelle | 15,538               | Roštár                                   | Roštár                                   |
| Bahnhof | 17,416               | Ochtiná                                  | Ochtiná                                  |
| Haltepunkt / Haltestelle | 20,638               | Rochovce                                 | Rochovce                                 |
| Haltepunkt / Haltestelle | 22,279               | Slavošovce obec                          | Slavošovce obec                          |
| Kopfbahnhof Strecke ab hier außer Betrieb | 23,808               | Slavošovce                               | Slavošovce                               |
| Strecke (außer Betrieb) |                      | nach Revúca (nicht fertiggestellt)       | nach Revúca (nicht fertiggestellt)       |

Die Bahnstrecke Plešivec–Slavošovce ist eine regionale Eisenbahnverbindung in der Slowakei. Sie verläuft im Süden des Slowakischen Erzgebirges im Štítnik-Tal von Plešivec über Štítnik nach Slavošovce.

## Geschichte
Die erste Eisenbahn im Süden des Slowakischen Erzgebirges war 1872 die Bahnstrecke Bánréve–Dobšiná, die im Tal der Slaná verläuft. In den benachbarten Tälern, die einen ähnlich bedeutenden Bergbau aufwiesen, fehlte jedoch weiterhin eine moderne Verkehrsverbindung.
Für den Bau einer Eisenbahn im Štítnik-Tal gründeten örtliche Interessenten 1892 die Csetnekvolgyi helyi érdekú vasut részvénytársaság (Csetnektal-Lokalbahn-Aktiengesellschaft) mit Sitz in Budapest. Das Aktienkapital der Gesellschaft betrug insgesamt 1.055.200 Gulden. Ausgegeben wurden 3184 Stammaktien und 7025 Prioritätsaktien zu je 100 Gulden, dazu kamen noch Reserveaktien im Gesamtwert von 34.300 Gulden.
Die Bauarbeiten begannen im Sommer 1893, wobei die Mehrzahl der Arbeiter von der Baustelle der kurz vorher errichteten, benachbarten Bahnstrecke Plešivec–Muráň kamen. Am 12. November 1894 wurde die Strecke eröffnet.
Nach dem Zerfall Österreich-Ungarns im Oktober 1918 und der Gründung des neuen Staates Tschechoslowakei ging die Strecke in die Verwaltung der neu gegründeten Tschechoslowakischen Staatsbahnen (ČSD) über.
Nach dem Ersten Wiener Schiedsspruch kamen die mehrheitlich ungarisch besiedelten Gebiete der Tschechoslowakei und damit auch die Strecke zwischen Plešivec (ungarisch: Pelsőc) und Kunova Teplica (ungarisch: Kuntapolca) im November 1938 wieder zu Ungarn. Betreiber dieses Streckenabschnittes waren nun wieder (bis 1945) die Ungarischen Staatsbahnen (MÁV). Die slowakische Staatsbahn Slovenské železnice (SŽ) betrieb die Strecke nunmehr als Inselbetrieb. Zwischen Štítnik mesto und Slavošovce verkehrten im Sommerfahrplan 1941 sechs Personenzugpaare, von denen zwei im Privilegierten Durchgangsverkehr über ungarisches Staatsgebiet von und nach Dobšiná durchgebunden waren. Darüber hinaus gab es zwei grenzüberschreitende Reisezugpaare der MÁV in der Relation Pelsőc–Štítnik.
Am 1. Januar 1993 ging die Strecke in Folge der Dismembration der Tschechoslowakei an die neu gegründeten Železnice Slovenskej republiky (ŽSR) über. 

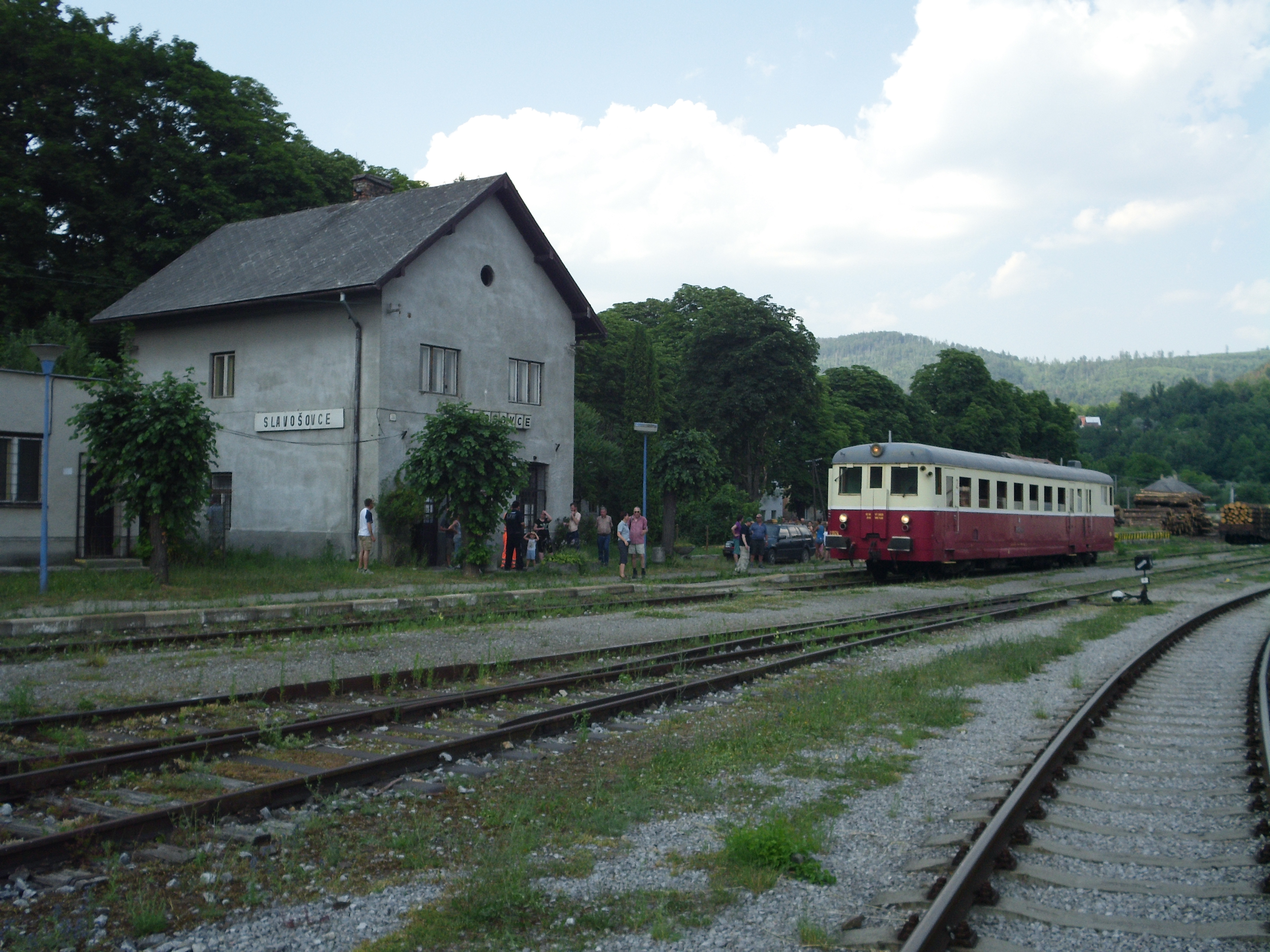
Bahnhof Slavošovce mit einem Sonderzug (2015)

Am 2. Februar 2003 stellten die ŽSR den planmäßigen Reiseverkehr wegen zu geringer Auslastung ein. Der letzte gültige Jahresfahrplan von 2002 verzeichnete sieben Personenzugpaare, die in einem angenäherten Zweistundentakt verkehrten. Die Reisezeit zwischen Plešivec und Slavošovce betrug 43 Minuten.

## Streckenbeschreibung
Die unschwierig trassierte Strecke verläuft auf ganzer Länge im Tal des Štítnik-Baches, der insgesamt viermal überbrückt wird. Am Endpunkt Slavošovce beschreibt die Strecke einen 180°-Bogen, in der der Bahnhof Slavošovce außerhalb des Ortszentrums liegt. In der Weiterführung der Strecke beginnt die Anschlussbahn zur Papierfabrik.